# Phytophthora kernoviae
Phytophthora kernoviae Brasier, Beales & S.A. Kirk – gatunek organizmów należący do grzybopodobnych lęgniowców.

## Systematyka i nazewnictwo
Pozycja w klasyfikacji według Index Fungorum: Phytophthora, Peronosporaceae, Peronosporales, Peronosporidae, Peronosporea, Incertae sedis, Oomycota, Chromista.
Gatunek po raz pierwszy opisali Clive Michael Brasier, Paul A. Beales i C.M. Kirk na buku zwyczajnym (Fagus sylvatica) w Anglii w 2005 r.

## Phytophthora kernoviaejako patogen roślin
Phytophthora kernoviae wykryto w 2003 r. Od lutego 2010 roku stwierdzono go m.in. na różanecznikach (różanecznik katawbijski, jakuszimański i Rhododendron ponticum), kasztanowcu zwyczajnym, kasztanie jadalnym, bluszczu pospolitym, ostrokrzewie kolczastym, tulipanowcu amerykańskim, magnolii, laurowiśni wschodniej, dębie ostrolistnym, dębie szypułkowym, borówce czarnej. Wywoływane przez niego choroby stanowią poważne zagrożenie dla niektórych roślin leśnych, roślin wrzosowisk i roślin ozdobnych. Jest jednym z patogenów wywołujących zarazę wierzchołków pędów różanecznika.